# Lingue oceaniche occidentali
Le lingue oceaniche occidentali sono un sottogruppo delle lingue oceaniche parlato nell'oceano Pacifico sud-occidentale. 

## Classificazione
Le lingue oceaniche occidentali sono un gruppo di primo livello nella classificazione delle lingue oceaniche di Lynch, Ross e Crowley. I due altri gruppi collocati a questo livello sono le lingue delle isole dell'Ammiragliato e le lingue oceaniche centro-orientali.
Per questi autori, però, questo gruppo linguistico discende senza dubbio da una «rete» di dialetti e non da una protolingua direttamente identificabile e riconducibile al protooceanico.

### Classificazione interna
Secondo Lynch, Ross e Crowley, l'oceanico occidentale sie divide in tre sottogruppi:
- lingue meso-melanesiane (linkage)
- lingue della punta papuana (linkage)
- lingue della Nuova Guinea del Nord (linkage)

Le lingue sarmi-jayapura (che attualmente sono collocate all'interno del gruppo della Nuova Guinea settentrionale) potrebbero far parte di questo insieme formando così un quarto gruppo separato di primo livello, questa perlomeno è l'ipotesi di Ross, anche se più recentemente  lo stesso autore (con altri) affermi che allo stato attuale delle ricerche non sia possibile dare una risposta certa.

## Storia
I gruppi che parlavano i dialetti oceanici occidentali si espansero nelle regioni ove si trovano oggigiorno, assai lentamente. Ciò si spiega col fatto che si trattava di territori già occupati da popolazioni che parlavano lingue del gruppo oceanico centro-orientale o del gruppo papuasico.

## Grammatica
Le lingue oceaniche occidentali condividono alcune innovazioni rispetto al proto-oceanico. La principale è che il pronome di terza persona plurale, in proto-oceanico *(k)ira, viene rimpiazzato da *idri[a]. Tuttavia, questo cambiamento non è presente in tutte le lingue del gruppo.